# The Infinite Vulcan
"The Infinite Vulcan" és el setè episodi de la primera temporada de la sèrie de televisió animada de ciència-ficció estatunidenca Star Trek. Es va emetre per primera vegada a la programació de l'NBC el dissabte al matí el 20 d'octubre de 1973, i va ser escrit pel membre del repartiment de la sèrie original Walter Koenig. Va ser l'única implicació de l'actor a la sèrie, ja que no va ser contractat per donar veu a Pavel Chekov a la versió animada a causa de limitacions de pressupost. Amb "The Infinite Vulcan", Koenig es va convertir en el primer membre del repartiment de Star Trek a ser elegit com a guionista per a un episodi de la franquícia. Igual que amb la resta de la primera temporada, l'episodi va ser dirigit per Hal Sutherland.
Ambientada al segle XXIII, la sèrie segueix les aventures del capità James T. Kirk (amb la veu de William Shatner) i la tripulació de la  nau estel·lar Enterprise. En aquest episodi, la tripulació visita un planeta habitat per formes de vida vegetals i ha de salvar la vida de l'oficial científic Spock (amb la veu de Leonard Nimoy) després que sigui segrestat per un clon gegant del Dr. Stavos Keniclius (amb la veu de James Doohan).
Koenig va ser contractat per escriure el guió després que part del seu treball fos passat de Susan Sackett al creador de la sèrie Gene Roddenberry. Koenig va trobar que el procés d'escriptura de l'episodi no era agradable, a causa del nombre de reescriptures necessàries. Roddenberry va fer notes addicionals, incloses verdures que conversen com a personatges. Quan els productors li van oferir un segon episodi, Koenig el va rebutjar. "The Infinite Vulcan" va rebre una acollida variada per part de la crítica, que va dir que l'escriptura podria haver estat millor, però altres la van incloure a les llistes dels millors episodis de la sèrie animada.

## Argument
Mentre explorava el recentment descobert planeta Phylos per a una possible colonització de la Federació, el tinent Hikaru Sulu atrapa una planta que camina, anomenada Retlaw, i és enverinat per un agulló. Els extraterrestres semblants a plantes són els que habiten l'aproximació del planeta al grup de desembarcament Enterprise i el seu líder, Agmar, salva la vida de Sulu. Els filosians diuen que havien estat gairebé exterminats per una malaltia terrestre lleu que va ser portada al planeta pel Dr. Stavos Keniclius, un científic de la Terra que va sobreviure a les guerres eugenètiques de la Terra.
Un clon gegant de Keniclius, anomenat Keniclius Five, segresta el primer oficial Spock. Keniclius ha sobreviscut a través dels segles transferint periòdicament la seva consciència a un cos clon nou i més avançat. Ell creu que la galàxia de la Via Làctia està tan devastada per la guerra com la Terra quan va marxar. Planeja fer complir la pau a la galàxia amb l'ajuda d'una flota de naus filosianes i un clon gegant de Spock que ha creat transferint-hi la consciència de Spock, deixant el cos original de Spock com una closca sense ment. El recentment despertat Spock Two utilitza les seves habilitats telepàtiques vulcanianes per fer una fusió mental amb el seu jo original i salvar-li la vida. Els dos Spocks, en concert amb el capità James T. Kirk, convencen a Keniclius que la necessitat del seu pla ja no existeix. Spock Two i Keniclius Five es dediquen a restaurar la civilització Filosiana i Spock One torna amb els seus companys de nau.

## Producció

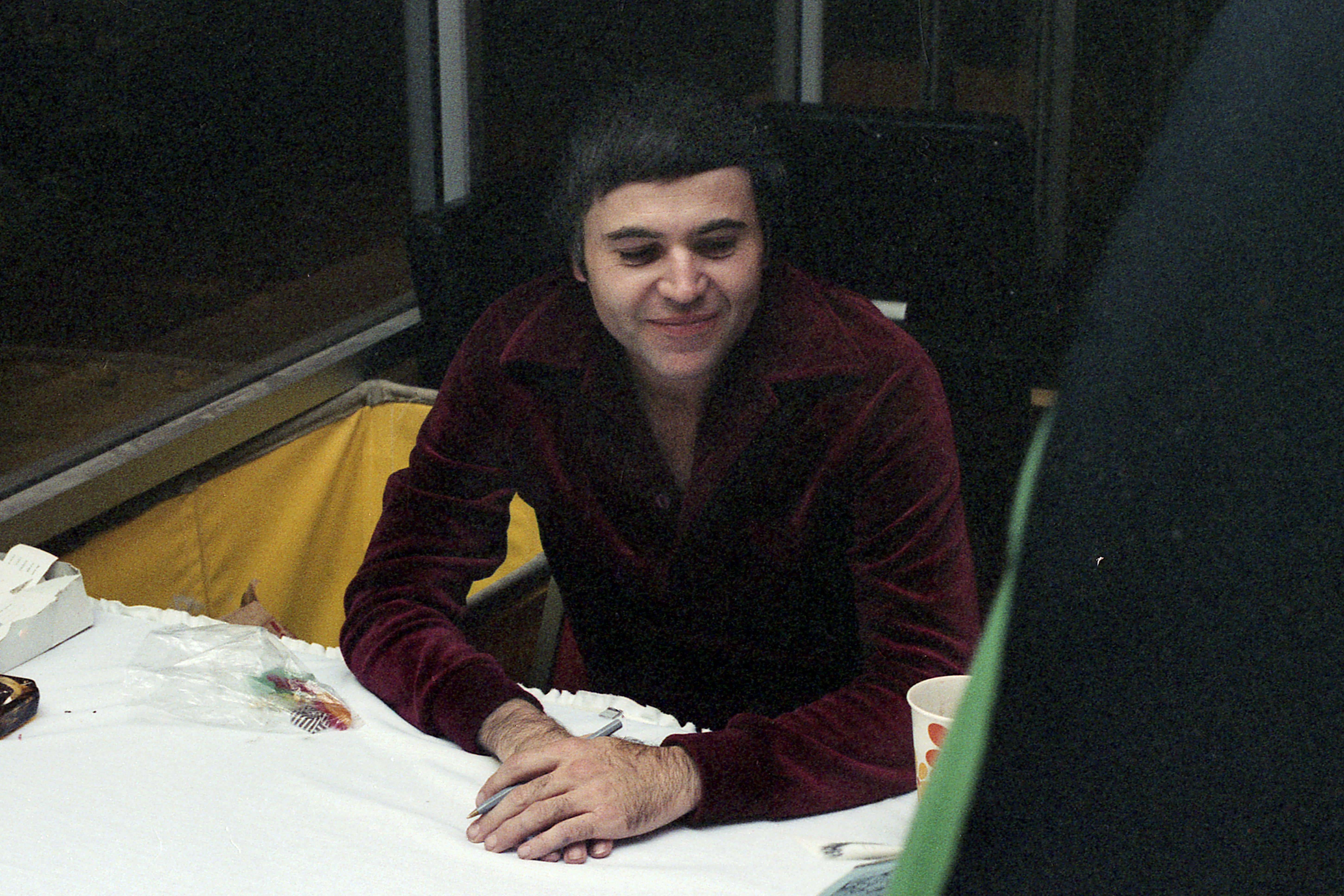
Walter Koenig (fotografia de 1979) esdevingué el primer actor de la franquícia a escriure un episodi.

Walter Koenig es va unir al repartiment principal de Star Trek (sèrie original) durant segona temporada com a Pavel Chekov i va continuar apareixent a la sèrie fins que va ser cancel·lada al final de la temporada tres. Quan el repartiment principal restant de la sèrie va ser contractat com a actors de veu per a Star Trek (sèrie animada), Koenig no va ser incorporat. a causa de les limitacions financeres. Només es va assabentar de la seva omissió de l'espectacle quan Sackett ho va anunciar a l'escenari en una convenció de Star Trek a la qual assistia. El seu personatge ha estat substituït per un nou personatge animat amb la veu de James Doohan.
Koenig es va involucrar per primera vegada amb l'escriptura d'un guió per a La sèrie animada després que li demanés a Susan Sackett, l'ajudant del creador de Star Trek Gene Roddenberry, que li passés algun escrit que ell estava treballant. Després de llegir-lo, va pensar que era bo i va passar a Roddenberry, qui hi va estar d’acord i li va preguntar a Koenig si estava interessat a escriure per a l'espectacle animat. Va acceptar l'oferta i va començar a treballar en una trama que implicava la clonació que es va inspirar en articles de notícies sobre el tema, convertint-se en el primer actor de Star Trek  per escriure per a la franquícia.
Va trobar el procés d'escriptura de "The Infinite Vulcan" "incapaç" Això va ser a causa de la interferència de Roddenberry, que va fer que Koenig produís deu esborranys del guió, i per què la frustració de Koenig no es va abordar d'una altra manera a la sèrie. No podia entendre per què calien tantes redaccions, una visió compartida per l'editor de la història/productor associat D.C. Fontana. Roddenberry estava entusiasmat en particular a l'hora de fer ús dels avantatges d'un mitjà animat, incloses coses que no s'haurien pogut mostrar en una sèrie d'imatge real. Aquestes "verdures parlants" incloses com a personatges, que Koenig va dir que no eren idea seva, però que eren tan boges que no valdria la pena discutir. David Alexander, al seu llibre Star Trek Creator: The Authorised Biography of Gene Roddenberry, va suggerur que Koenig va ser contractat per escriure "The Infinite Vulcan" perquè Roddenberry se sentia "malament" per l'exclusió de Koenig de la sèrie.
Koenig va demanar interpretar el paper del Dr. Keniclius. Roddenberry i Fontana ho van aprovar, i els productors del programa li van fer una audició, però més tard va dir que sospitava que era "un gest massa simbòlic" i no ho van considerar seriosament Va incloure una referència a si mateix fins i tot a l'episodi, ja que la planta caminant s'anomena Retlaw: Walter  escrit al revés.Aquesta va ser una referència als extraterrestres del còmic dels anys 40 Planet Comics que parlaven al revés. Més tard va utilitzar una idea similar a "The Stranger", un episodi de Land of the Lost que va escriure, en què Koenig va presentar el personatge Enik. Aquest personatge es deia originalment Eneg, al revés de Gene com a referència a Gene Roddenberry.
Koenig senta que "The Infinite Vulcan" va resultar "OK", i va escoltar una sèrie d'opinions sobre ell, passant de ser el millor episodi de "La sèrie animada" a ser el pitjor. En general, va considerar que era "una presa interessant i sens dubte una mica diferent". El membre del repartiment George Takei va considerar que l'episodi mostrava que Koenig era "emprenedor".  Als productors els va agradar tant l'episodi que volien que Koenig n'escrigués un altre, però els va rebutjar. Koenig va explicar més tard que encara estava molest per no aparèixer com a Chekov a la sèrie. Keniclius va aparèixer més tard a la història de Kevin Lauderdale "The Rules of War," que té lloc durant les guerres eugenètiques, a l'antologia Strange New Worlds IX.

## Recepció
James Van Hise va escriure al seu llibre The Man Who Created Star Trek: Gene Roddenberry,  que "alguns dels escrits de la sèrie", concretament "The Infinite Vulcan", "deixaven molt a desitjar".
"The Infinite Vulcan" s'ha inclòs a les millors llistes/recomanacions d'alguns revisors. Per exemple, a la retrospectiva d'episodis de James Rundle per a SciFiNow, va donar a "The Infinite Vulcan" una puntuació de tres sobre cinc. L'episodi va ser inclòs en el setè lloc dels millors episodis de la sèrie pel lloc web Topless Robot, que va afegir que tot i que el pla de Keniclius era "poc clar", tenia el "final de dibuixos animats més gran de tots els temps". The Hollywood Reporter va qualificar "The Infinite Vulcan" com el 74è millor episodi de tot Star Trek episodes. A la llista d'episodis de la revista Wired per veure després que es publiquessin gratuïtament al lloc web oficial Star Trek, "The Infinite Vulcan" es va incloure específicament perquè va ser el primer episodi de la franquícia escrit per un dels actors.

## Novel·lització
Aquesta història va ser ampliada en una novel·la per l'autor de ciència-ficció Alan Dean Foster com a part de la col·lecció de novel·les adaptades de La sèrie animada i es va publicar com a part de Star Trek Log Two, publicat a Setembre de 1974. Els altres episodis adaptats a la mateixa obra van ser "The Survivor" i "The Lorelei Signal".

## Mitjans domèstics
"The Infinite Vulcan" es va publicar en LaserDisc com a part de la sèrie. El primer llançament de Star Trek: The Animated Series en DVD va ser a través d’una producció feta per fans. El llançament oficial del DVD va ser el 21 de novembre de 2006 als Estats Units, un únic llançament que conté tots els episodis de les dues temporades de la sèrie, i en Blu-ray set dies després. Aquest episodi es va emetre gratuïtament el 5 d'abril de 2021 com a part de l'esdeveniment del Dia del Primer Contacte a Startrek.com, juntament amb diversos altres episodis i taules rodones amb actors de Star Trek.